# Pheidole tenerescens
Pheidole tenerescens är en myrart som beskrevs av Wheeler 1922. Pheidole tenerescens ingår i släktet Pheidole och familjen myror. Inga underarter finns listade i Catalogue of Life.